# Klein St. Paul
Klein St. Paul é um município da Áustria localizado no distrito de St. Veit an der Glan, no estado de Caríntia.